# Rónald Gómez
Rónald Gómez Gómez, född 24 januari 1975, är en före detta fotbollsspelare från Costa Rica. Han deltog bland annat i VM 2002 där han gjorde två mål.